# Eritrea hadereje
Eritrea hadereje a szárazföldi erőkből, a légierőből és a haditengerészetből épül fel.

## Fegyveres erők létszáma
- Aktív: 172 000 fő
- Szolgálati idő a sorozottaknak: 16 hónap
- Tartalékos: 120 000 fő
- Mozgósítható lakosság:3 956 397 fő, melyből 2 099 743 fő alkalmas katonai szolgálatra
- Szolgálati idő a sorozottaknak:16 hónap

A hadsereg gyakran soroz be erőszakkal nőket és férfiakat is, sőt a megszabott szolgálati időt sem tartják be, hanem határozatlan ideig kell szolgálniuk a bevonultatott személyeknek.

## Szárazföldi erők
Létszám
170 000 fő
Állomány
- 17 gyalog dandár
- 1 kommandó hadosztály
- 1 gépesített dandár
- 1 tartalékos dandár

Felszerelés
- 1000 db harckocsi (T–54/–55)
- 30 db felderítő harcjármű (BRDM–1/–2)
- 50 db páncélozott gyalogsági harcjármű (BMP–1, BTR–60)
- 165 db tüzérségi löveg: 130 db vontatásos, 35 db önjáró

## Légierő
Létszám
800 fő
Felszerelés
- 17 db harci repülőgép (MiG–21/–23/–29)
- 4 db szállító repülőgép
- 5 db helikopter

## Haditengerészet
Létszám 
1200 fő
Hadihajók
- 10 db hadihajó